# U Delphini
U Delphini är en variabel stjärna i stjärnbilden Delfinen. Den är av halvregelbunden typ (SRB). Ljusstyrkan varierar med i magnitud 6,14 – 7,61 med en period av 110-120 dygn.